# Jaderné letadlo

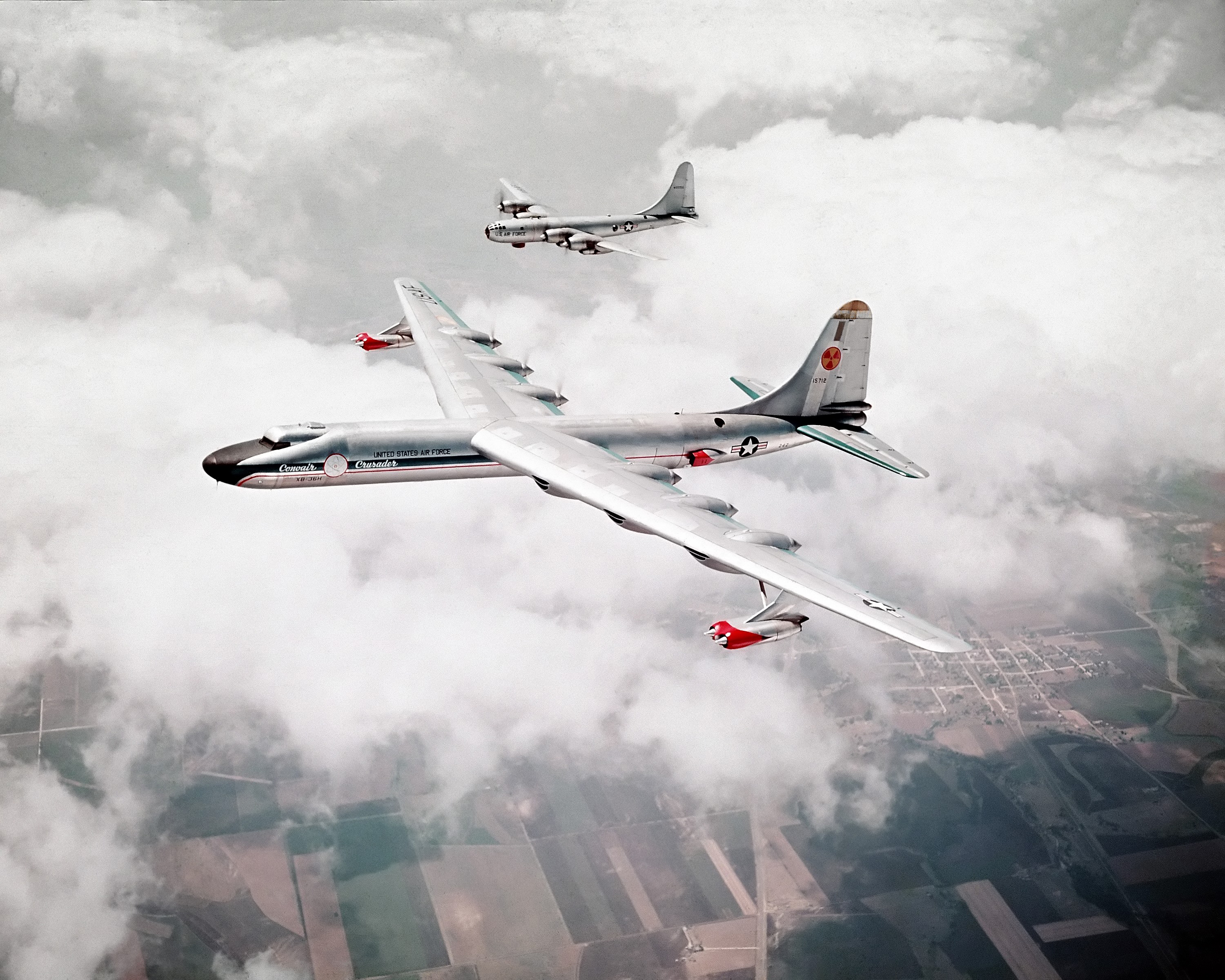
Testovací letadlo Convair NB-36H za letu

Jaderné letadlo je typ letadla, které pro svůj let využívá jaderný pohon. Vývoj jaderných letadel započal krátce po skončení druhé světové války a probíhal až do šedesátých let 20. století, kdy kvůli finanční náročnosti a nadbytečnosti postupně skončil.

## Úvod
Hlavním důvodem, proč se vůbec o tomto pohonu uvažovalo, byl jednoznačně operační dolet. V počátcích studené války ještě nebyly dostupné technologie mezikontinentálních balistických střel, ani doplňování paliva za letu, které by umožňovaly úder hluboko v nepřátelském území. A tak dvě největší mocnosti studené války, Spojené státy americké a Sovětský svaz, soupeřily i v oblasti vývoje jaderných letadel. Během výzkumu ale vyvstala celá řada problémů, které se ne zcela dařilo překonat. V první řadě se jednalo o problémy spojené s ozářením posádky. Kvůli vysoké hmotnosti radiačních štítů nebylo zcela možné posádku odstínit. Další rizika byla ekologická spojená s případnou havárií letadla a možnou kontaminací území. Pád letadla na nepřátelském území nesl také riziko vyzrazení draze zaplaceného vývoje. Z technického hlediska byl největší problém s hmotností letadla a vytvořením dostatečně silného motoru s potřebným tahem. Nejjednodušší pohonný systém samotný vážil okolo 80 tun, což je několikanásobně více než používané pohonné soustrojí té doby. Celková cena programu USA dosáhla 24 miliard dolarů. I přesto, že se tento typ pohonu v letectví neujal, došlo během vývoje k posunu v mnoha odvětvích včetně zmenšení reaktorů, vylepšení stínění a stínicích materiálů, vývoji nových typů jaderných paliv, reaktorů a řídící elektroniky.

## Jaderný pohon letadel
Pro pohon letadel byly vyvíjeny dva typy systémů. Jednodušším byl pohon s přímým cyklem a tím druhým pohon s nepřímým cyklem. Princip je u obou podobný klasickému proudovému motoru s tou výjimkou, že vzduch se před expanzí v turbíně neohřívá zažehnutím paliva, ale tepelnou energií vytvořenou v jaderném reaktoru. Pohon s přímým cyklem spočívá v kompresi a nasávání vzduchu přímo do reaktoru, odkud proudí přes turbínu do výstupní části pohonu. Nevýhodou tohoto typu pohonu je vypouštění radioaktivního materiálu do atmosféry. Nepřímý cyklus má mezi reaktorovou částí a pohonnou jednotkou vložen tepelný výměník, a tím pádem problémy s vypouštěním radioaktivních látek odpadají. Naproti tomu je o mnoho těžší a technicky náročnější a nikdy nebyl dokončen ani prototyp. Spojené státy otestovaly reaktory s keramickým palivem moderovaným lehkou vodou nebo hydridy a chlazené vodou a vzduchem. Sovětský svaz také vyzkoušel několik variant pohonného systému.

### Systémy HTRE

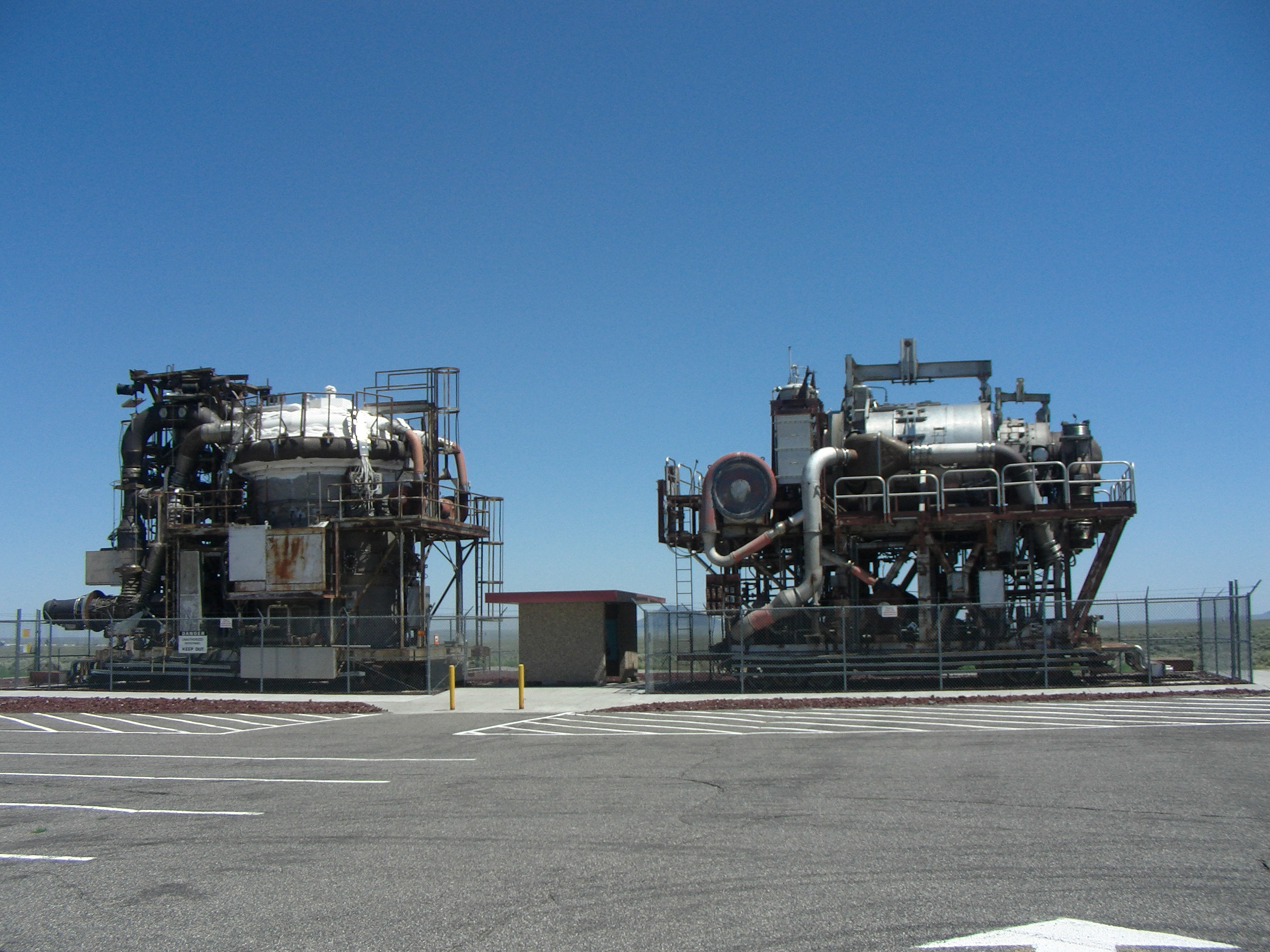
Pohonné systémy HTRE-1 (vpravo) a HTRE-3 (vlevo)

Systémy HTRE (Heat Transfer Reactor Experiment) byly experimentální pohonné systémy vytvořené ve Spojených státech pro výzkum materiálů a komponent. Celkem byly odzkoušeny tři systémy s označením arabskými číslicemi 1 až 3. Reaktor systému HTRE-1 byl moderovaný vodou a chlazený vzduchem. Strukturální části byly chlazené vodou o teplotě okolo 70 °C. Vzduch dosahoval teplot přes 700 °C. Palivo bylo disperzního typu, oxid uraničitý byl rozptýlen v chrom-niklové oceli. Celý soubor byl vyroben z koncentrických plátů paliva, reaktorová nádoba válcového tvaru byla vyrobena z hliníku a obsahovala 37 otvorů s palivovými soubory, kudy proudil vzduch. HTRE-1 byl první letecký pohonný systém, který běžel výhradně na jadernou energii. Později byly na základech systému HTRE-1 vyvinuty i systémy HTRE-2 a HTRE-3. Reaktor systému HTRE-2, podobný reaktoru použitému u HTRE-1, sloužil především k testování různých typů materiálů, paliv a moderátorů. Systém HTRE-3 byl na rozdíl od předchozích typů moderovaný hydridem zirkonia, naopak palivo bylo stejného typu jako v HTRE-1, pouze s konstrukčními úpravami. Největší rozdíl oproti předchozím typům systému HTRE spočíval v tom, že reaktor systému HTRE-3 byl usazen horizontálně tak, aby se co nejsnáze vešel do rámu letadla.

### Reaktor ARE
Při vývoji jaderných reaktorů pro pohon letadel je kvůli malým rozměrům letadla a omezené nosnosti důležitý parametr hustoty výkonu. Z tohoto hlediska dosahují výborných hodnot reaktory s tavenými solemi, které jsou zařazeny i do čtvrté generace jaderných reaktorů. Reaktor ARE (Aircraft Reactor Experiment), o tepelném výkonu 2,5 MW, používal jako palivo fluoridovou sůl NaF-ZrF4-UF4 a jako moderátor byl použit oxid berylnatý. Poprvé byl spuštěn v listopadu 1954. Maximální projektovaná teplota byla přibližně 820 °C. V roce 1957 byl následně otestován reaktor společnosti Pratt & Whitney, také s kapalným palivem ve formě tavených solí.

## Program USA

### Projekt NEPA
Vznik programu pro vývoj jaderného letadla se datuje do roku 1946, kdy vznikl projekt NEPA (Nuclear Energy for the Propulsion of Aircraft). V této fázi projektu se zkoumala využitelnost a proveditelnost jaderného pohonu pro letadla. Projekt dospěl k závěru, že nejrychlejšího vyvinutí funkčního reaktoru pro pohon letadla bude dosaženo pohonem s přímým cyklem, vzduchem chlazeným a vodíkem moderovaným reaktorem. Stínění posádky se nejdříve řešilo pouze v jedné oblasti, tedy pouze kolem reaktoru samotného a později se stínění rozdělilo do dvou částí. Jedna byla okolo reaktoru a druhá okolo kabiny posádky. Stínění bylo nejtlustší ve směru od reaktoru k posádce. Po stranách letadla a směrem do zadní části nebylo tak potřebné. V roce 1951 pak byl projekt NEPA převeden pod nově vzniklý projekt ANP.

### Projekt ANP

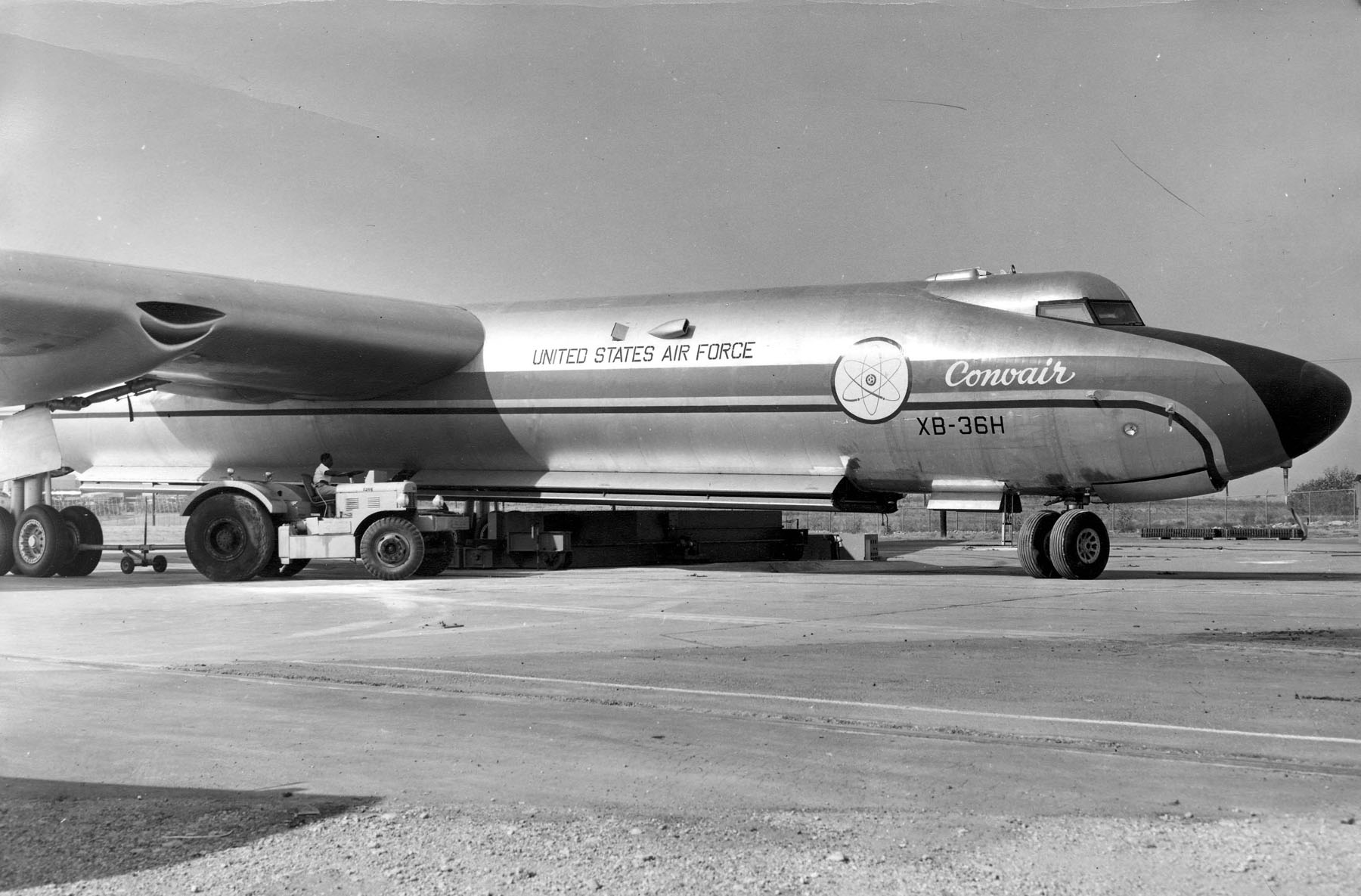
Experimentální letoun Convair NB-36H

V rámci projektu ANP (Advanced Nuclear Propulsion) se z hlediska vývoje pohonných jednotek Spojené státy vydaly dvěma směry. Motor s přímým cyklem vyvíjela společnost General Electric a motor s nepřímým cyklem společnost Pratt & Whitney. Proběhla série testů systému HTRE, z čehož se vyvinuly tři typy reaktorů. Výsledkem celého programu měly být dva experimentální stroje postavené do roku 1957. Pro zkoumání účinků radiace však bylo nutné postavit zkušební reaktor a umístit jej do klasického letadla. Jako jediný možný kandidát byl zvolen největší bombardér, kterým Spojené státy disponovaly, Convair B-36 Peacemaker. Po úpravách byl zkušební reaktor umístěn do míst pumovnice v zadní části letounu a změn se dočkala také přední část, ve které byl umístěn radiační štít o hmotnosti 12 tun vyrobený z olova a pryže. První let zkušebního letounu s označením NB-36H byl uskutečněn 17. září 1955 a v průběhu dvou následujících let bylo uskutečněno 47 úspěšných letů. V roce 1955 byl vyvinut první zkušební motor s přímým cyklem s označením X-39. Jeho tah byl ovšem pro pohon letadla nedostačující. Mezitím byl rozpracován plán na jaderný bombardér WS-125. Designem a konstrukcí byla pověřena společnost Convair. Podle původního plánu měl být provozuschopný počátkem 60. let. Kvůli finanční náročnosti rozhodl tehdejší prezident Eisenhower o pozastavení programu a testů letadel. Všechen výzkum byl nadále soustředěn na vývoj motoru. Ovšem již v roce 1958 byl v časopise Aviation Week otištěn článek, podle kterého měl Sovětský svaz otestovat bombardér poháněný jaderným pohonem. Později se však ukázalo, že se jedná o konvenční bombardér Mjasiščev M-50 a celá zpráva byla jen planý poplach. To ovšem přinutilo Spojené státy navrátit se k programu jaderného bombardéru WS-125. Podle zmíněného článku a dalších informací se odhadovalo, že Sovětský svaz má náskok 3-5 let. Během následujících let se ale nestalo nic převratného. Prezident Eisenhower si nechal vypracovat zprávu o skutečném stavu výzkumu v Sovětském svazu. V březnu roku 1961, jeden měsíc po nástupu J. F. Kennedyho do prezidentského úřadu, došlo k definitivnímu zrušení programu jaderného letadla.

## Program Sovětského svazu
K oficiálnímu zahájení sovětského programu v oblasti vývoje jaderného letadla došlo 12. srpna 1955, kdy vláda vydala nařízení ke spojení sil v oblasti výzkumu jaderného letadla. S návrhem samotné proveditelnosti přišel I. V. Kurčatov. Vývojem letadel byly pověřeny konstrukční kanceláře A. Tupoleva a V. Mjasiščeva. Vývojem pohonu pro letadla byly pověřeny kanceláře N. D. Kuzněcova a A. M. Ljulky. V průběhu výzkumu bylo vyzkoušeno několik motorů (náporový, turbovrtulový a proudový) s rozdílnými technologiemi přenosu energie, ale nakonec byl vybrán proudový motor s přímým cyklem. Hlavním problémem byla hmotnost celého reaktoru a stínění posádky, což do určité míry souvisí právě s hmotností.

### Konstrukční kancelář A. Tupoleva
Podle původních odhadů mělo být letadlo provozuschopné koncem 70. nebo začátkem 80. let. Proto se v roce 1955 kancelář A. Tupoleva rozhodla osadit testovací letadlo malým reaktorem. Vybrán byl bombardér Tupolev Tu-95. Mezi lety 1961–1965 upravený bombardér Tu-95LAL uskutečnil 34 letů, z nichž ne všechny byly provedeny s funkčním reaktorem. Hlavním důvodem testování bylo ověření funkčnosti radiačních štítů. Dalším krokem výzkumu bylo vyvinout funkční letadlo pro aplikaci jaderného pohonu. Dle dostupných informací dokázal Sovětský svaz letět na jaderný pohon. Avšak následkem zkušebních letů a nedostatečného stínění zemřelo na následky ozáření několik členů posádky.
Na základech bombardéru Tu-95 byl vyvíjen turbovrtulový letoun Tu-119. Dva ze čtyř motorů měly být poháněné jaderným reaktorem přes nepřímý cyklus a dva zbývající měly být standardní motory. Tupolev se také zabýval vytvořením nadzvukového letounu Tu-120, avšak všechny projekty byly v polovině 60. let ukončeny.

### Konstrukční kancelář V. Mjasiščeva
Paralelně s vývojem kanceláře Tupoleva pracovala na výzkumu letadel i kancelář Mjasiščeva. Její program byl zahájen v květnu roku 1955 a cílem mělo být vytvoření nadzvukového letounu M-60. První návrh byl dokončen roku 1956. Mezitím kancelář Ljulky navrhla motor s přímým cyklem, který by dosahoval tahu přes 20 tun. Vzlet a přistání by byly provedeny pomocí standardního paliva a po dosažení potřebné letové hladiny by se motory přepnuly na jaderný pohon. Navrhovaná rychlost byla 2 Machy. Posádka by byla usazena v olověném štítu a reaktor by byl umístěn v zadní části letadla. Po rozsáhlém výzkumu byly provedeny odhady, že by s vhodnými reaktory bylo možné provozovat bombardér s maximální rychlostí 2 Machy, operačním doletem 25 000 km a dostupem 20 km. V roce 1959 došlo ke zrušení tohoto programu ve fázi návrhu. Mjasiščev se paralelně zabýval vývojem dalších letadel s jaderným pohonem, ale vše bylo ukončeno již v návrhové fázi.